# Communauté de communes de la Vallée du Hure
La communauté de communes de la Vallée du Hure est une ancienne communauté de communes française, qui était située dans le département des Vosges en région Lorraine.

## Histoire
Le 1er janvier 2014, elle fusionne avec les communautés de communes du Pays de Senones et du Ban d'Étival pour former la Communauté de communes du Pays des Abbayes.

## Composition
Elle était composée de 5 communes :
- Ban-de-Sapt
- Châtas
- Denipaire
- Hurbache
- Saint-Jean-d'Ormont (siège)

## Administration
| Période                                  | Période          | Identité          | Étiquette | Qualité                                    |
| ---------------------------------------- | ---------------- | ----------------- | --------- | ------------------------------------------ |
| Les données manquantes sont à compléter. |                  |                   |           |                                            |
|                                          | 1er janvier 2014 | Christian Demange |           | Maire de Saint-Jean-d'Ormont (depuis 2001) |